# Valérie Plante
Valérie Plante (født 14. juni 1974) er en canadisk politiker, der siden 2017 har været den 45. borgmester i Montreal. Hun blev indvalgt i byrådet i Montreal i 2013, og har været leder af det lokale parti Projet Montréal siden december 2016. Hun er den første kvinde, der er blevet valgt til borgmester i Montreal.